# Hypothetical
Hypothetical is het vijfde album van Threshold, uitgebracht in 2001 door InsideOut Music. Het is het eerste album met drummer Johanne James.

## Track listing
1. "Light and Space" – 5:58
2. "Turn on Tune In" – 6:12
3. "The Ravages of Time" – 10:17
4. "Sheltering Sky" – 5:35
5. "Oceanbound" – 6:42
6. "Long Way Home" – 6:00
7. "Keep My Head" – 4:01
8. "Narcissus" – 11:14
9. "Life Flow (Acoustic)" - 3:28

## Band
- Andrew "Mac" McDermott - Zanger
- Karl Groom - Gitarist
- Nick Midson - Gitarist
- Jon Jeary - Bassist
- Richard West - Toetsenist
- Johanne James - Drummer